# Sankt Radegund bei Graz
Sankt Radegund bei Graz, St. Radegund bei Graz – uzdrowiskowa gmina w Austrii, w kraju związkowym Styria, w powiecie Graz-Umgebung. Liczy 2063 mieszkańców (1 stycznia 2015).